# Falado von Rhodos
Die Brigantine Falado von Rhodos war ein deutsches Segelschiff für Gruppen der bündischen Jugend. Sie wurde 1968 in der Xalkidos-Werft auf Rhodos nach dem Riss eines deutschen Konstrukteurs, nicht aber nach den Vorschriften und auch nicht unter der Bauaufsicht einer Klassifikationsgesellschaft gebaut. Stattdessen folgte die sehr leichte Ausführung der wesentlichen Holzkonstruktionen dem Stil griechischer Kaíkis. Benannt wurde sie nach dem Traumland aus einem Seefahrergedicht von Hans Leip.
Das Schiff sank am 9. August 2013 westlich von Island auf 64° 4′ 8″ N, 23° 5′ 59″ W.

## Geschichte
Bauherr, erster Eigner und Skipper war der Altphilologe, Journalist und Jugendbuchverleger Herbert Hörhager, der zunächst mit Studenten den wahren historischen Verlauf der Schlacht bei Artemision und den griechischen Sieg über die persische Flotte aus seefahrerischer Sicht erforschen wollte.
Bei dieser Forschung reifte der Gedanke, mit Jugendgruppen und Gruppen der bündischen Jugend auf einem hochseetauglichen Segelschiff – statt enger Küstengewässer – die Weltmeere zu befahren.
Nach dem Tod von Herbert Hörhager wurde der Verein „Brigantine Falado von Rhodos e.V.“ in Paderborn gegründet, der das Boot auch erbte und betrieb.

## Beschreibung und Takelung
Zunächst war die Falado von Rhodos als Gaffelschoner beziehungsweise als Marstoppsegelschoner getakelt. Im Jahr 1970 wurde sie in eine Brigantine mit einer Gesamtsegelfläche von ca. 200 m² umgeriggt. Ihr Rumpf war seit dem Stapellauf rot gestrichen. Ein springender Delphin zierte als Galionsfigur den Bug und ein weiteres Schnitzwerk das Heck. Der offizielle Heimathafen war zwar Schleswig, jedoch lag sie in den letzten Jahrzehnten im Winterlager stets an der Blücherbrücke in Kiel.

## Reviere, Regatten, Erlebnisse
Nach Erkundung der griechischen und türkischen Inselwelt nahm die Falado von Rhodos 1971 mit junger Besatzung unter Leitung des ehemaligen Kommandanten der Gorch Fock, Kapitän zur See a. D. Hans Engel, am Cutty Sark Tall Ship Race von Porto Cervo (Sardinien) nach Valletta (Malta) teil.
Die erste Atlantiküberquerung folgte 1971, nach Erkundung der Karibik und Rückkehr 1972 nahmen bündische Gruppen an der Operation Sail von Cowes (Isle of Wight) nach Skagen (Dänemark) teil, die zugleich Zubringerregatta zur Olympiade in Kiel war.
In den Jahren 1973 bis 1983 wurden die Reviere der Nord- und Ostsee mit ihren Inseln, Schären und Fjorden befahren. 1974/1975 stand eine große Überholung an; es waren der Innenausbau und die Takelage zu erneuern, und das Unterwasserschiff musste nach Befall mit dem Schiffsbohrwurm (Teredo navalis) komplett neu beplankt werden.
Bei einer Kollision mit einem dänischen Küstenmotorschiff im Jahr 1977 sank die Falado von Rhodos im Öresund. Unter hohen Kosten, die nicht vollständig vom Versicherer des Verursachers übernommen wurden, konnte das Schiff aber wieder geborgen und instand gesetzt werden.
1983 überquerte die Falado von Rhodos zum zweiten Mal den Atlantik und lief in der Karibik verschiedene Inseln, Riffs und Buchten an. Nach der Rückkehr 1984 befuhr sie wieder die zweite Heimat im Mittelmeer. Vom Winterlager in Istrien ging es wieder über Atlantik und Biskaya in die Nord- und Ostsee; wo Vorarbeiten der ersten Weltumsegelung in Angriff zu nehmen waren.
1988 folgte zunächst die dritte Atlantiküberquerung von den Kanarischen Inseln aus über die Karibik in den Panamakanal. Von dort ging es in den Pazifik weiter, dann in die Südsee und nach Australien sowie durch die ostasiatischen Gewässer. Viele Crew-Wechsel und Überholungsarbeiten fern der Heimat waren zu organisieren und zu finanzieren. Bei viel Gegenwind durch das Rote Meer erreichte die Falado von Rhodos 1990 wieder das Mittelmeer.
1991 fuhr das Boot über Atlantik, Biskaya und Nordsee wieder in die Ostsee, wo in der Eckernförder Bucht eine große Feier der glücklichen Rückkehr ausgerichtet wurde. In den Jahren 1992 und 1993 standen die Segelreviere Ost- und Nordsee wieder im Vordergrund, wobei zum ersten Mal die Ostgebiete bis Lettland erkundet wurden. Im Winter 1992/93 wurden notwendige Werftarbeiten am Rumpf durchgeführt und ein neuer, stärkerer und wassergekühlter Motor eingebaut. Im Herbst startete die Falado von Rhodos über die Kanarischen Inseln zu ihrem vierten Atlantik-Törn in die Karibik. Im Sommer 1995 trat in Miami die Crew zur Nordatlantiküberquerung an. Unter schwierigen Wetterbedingungen erreichte das Schiff nach sieben Wochen verspätet Brest. Von dort aus kehrte die Falado von Rhodos im Herbst nach Kiel zurück.
Das Segelrevier der Jahre 1996 bis 2001 war wieder die Ostsee mit Besuchen in Finnland und Estland. Im Winterlager 2001 wurde das Schiff für die Mittelmeerfahrt vorbereitet und ausgerüstet. Die Törns führten 2002 entlang der Küste durch den englischen Kanal und die Biskaya ins Mittelmeer. 2003 segelten die Gruppen entlang der kroatischen und albanischen Küste und erreichten seit langer Zeit wieder die Inseln und Küsten Griechenlands und der Türkei. Das Winterlager in der Adria wurde 2005 mit dem Ziel Kanarische Inseln verlassen, um von dort den fünften Atlantik-Törn anzutreten. In der Karibik führten die Kurse den gesamten Winter über durch die Karibische See mit stetem Passat und warmem Wetter.
2006 ging der Törn von Miami nach Europa zurück, um in den folgenden drei Jahren vorrangig die Ostsee und den Skagerrak zu befahren.
Nach einem Werftaufenthalt im Winter 2011/12 auf der Yacht- & Bootswerft Stapelfeldt in Kappeln an der Schlei schrieb die Werft dem Vorstand des Betreibervereins am 29. Februar 2012 über die Falado von Rhodos folgende Warnung:

„Die Konstruktion sowie deren Zustand ist, vor allem in Hinblick auf geplante Reisen, erschreckend. Das Schiff ist zurzeit absolut nicht seetauglich. An diesem Zustand ändern auch von uns vorgeschlagene Maßnahmen, wie z.B. das Verschrauben von Wegerung und Spanten nicht grundlegend etwas.“

Des ungeachtet ging es nach dem Werftaufenthalt 2012 erneut auf die Kanaren. Im November startete sie dann zur sechsten Atlantiküberquerung in die Karibik. Von dort aus wurde die amerikanische Ostküste hinauf befahren und dann von New York über Halifax, Neufundland und Labrador nach Grönland sowie weiter nach Island, das am 5. Juli 2013 erreicht wurde.

## Untergang

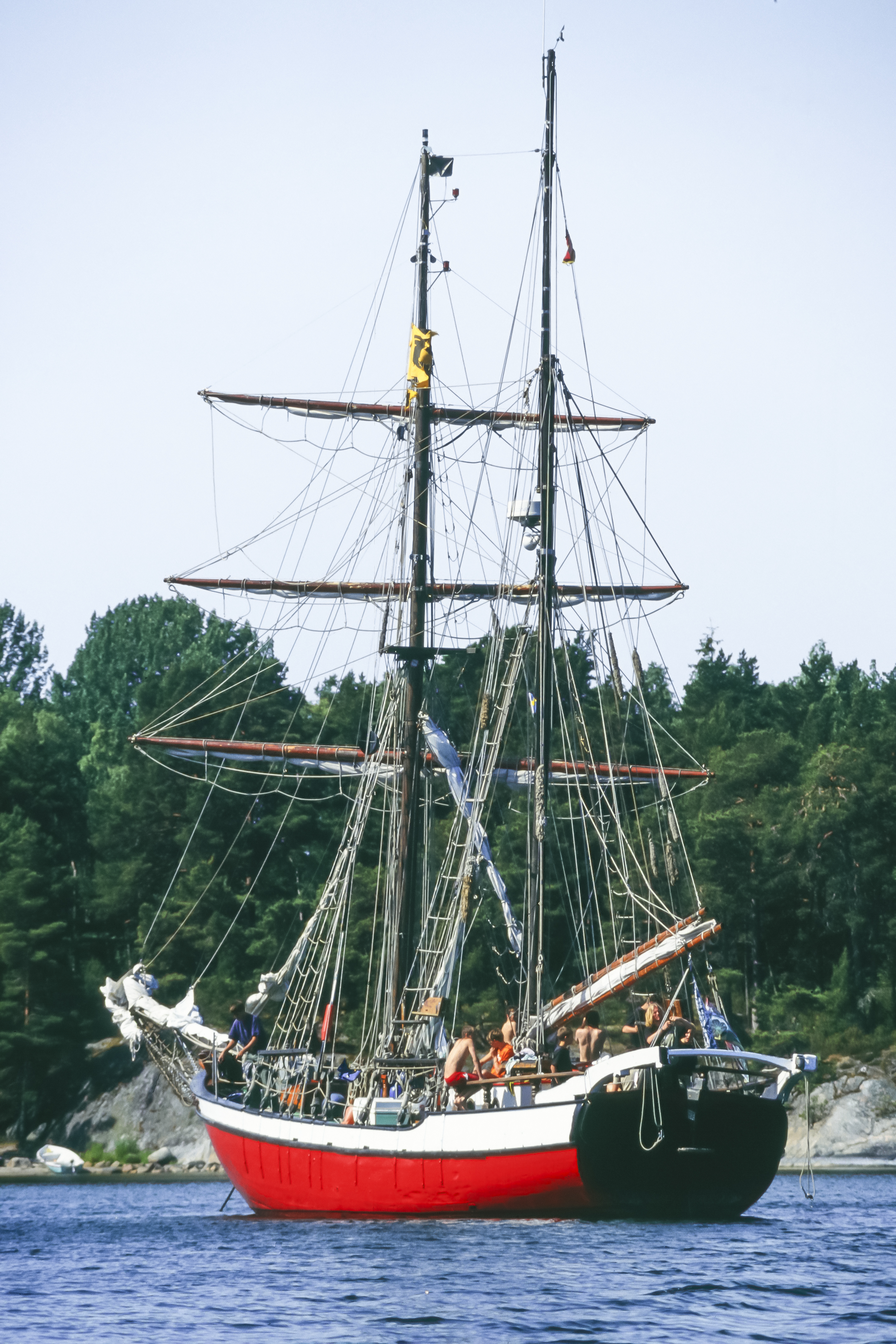
Falado 1999

Kurz nach 5 Uhr am 9. August 2013 sank die Falado von Rhodos 12 Seemeilen westlich der isländischen Halbinsel Reykjanesskagi. Die zwölfköpfige Crew aus fünf Erwachsenen und sieben Jugendlichen im Alter von 11 bis 14 Jahren konnte vorher von der isländischen Rettungsorganisation ICE-SAR geborgen werden.
Das Schiff war am 8. August 2013 gegen 10 Uhr vorzeitig aus dem Hafen von Rif auf Island ausgelaufen, um noch vor einem aufziehenden Sturmtief den Hafen von Keflavík in Island zu erreichen. Nach der Umrundung des Kaps Snæfellsnes musste bei steifem bis stürmischem Südostwind der Stärke 7 bis 8 Bft, in Böen 9 Bft, ein Kurs hart am Wind gesegelt werden. Durch die Wellenhöhe von vier Metern, teilweise auch Kreuzseen, gingen hin und wieder Wellen und Gischt über das Vorschiff. Das Schiff stampfte und die Maschine wurde unterstützend eingesetzt. Dass der Rumpf bei Belastung erheblich mehr Wasser macht als bei glatter See, war bekannt. In solchen Fällen wurde eine maschinengetriebene Lenzpumpe eingesetzt.
Der Schiffsführer stellte gegen 22 Uhr fest, dass der Wasserstand in der Bilge ungewöhnlich hoch war und ließ etwa 1 t Bilgenwasser binnen weniger Minuten maschinell abpumpen. Als eine Stunde später das Wasser erneut sehr hoch in der Bilge stand, versagte die maschinengetriebene Lenzpumpe. Die drei manuell betriebenen Ersatzpumpen reichten nicht aus, um das rasch eindringende Wasser aus dem Boot zu pumpen, weshalb um 23:21 Uhr per Seefunk ein Notruf abgesetzt wurde. Gleichzeitig fiel die Maschine aus.
Ein in der Nähe befindlicher Fischkutter versuchte ab etwa 0:00 Uhr vergeblich, den Havaristen ins Schlepp zu nehmen. Um 0:53 Uhr erreichte das isländische Seenotrettungsboot Einar Sigurjonsson die Falado von Rhodos. Bis 2:16 Uhr gelang es den Rettungskräften, eine kräftige Dieselpumpe an Bord zu bringen und anzuschließen. Sie konnte aber nur kurz zum Laufen gebracht werden, weil das Einlaufsieb innerhalb weniger Minuten verstopfte. Auch die zwei Motorpumpen des Rettungsbootes schafften es aufgrund von wiederholten Verstopfungen nicht, das Wasser abzusaugen. Daher wurde die Falado von Rhodos evakuiert und um 3:53 Uhr ins Schlepp genommen. Etwa eine Stunde später lag die Brigantine derart tief im Wasser, dass um 5:02 Uhr die Schleppleinen gekappt werden mussten, woraufhin die Falado von Rhodos 12 Seemeilen westlich von Island sank. Das Wrack liegt in etwa 90 Metern Tiefe.

## Untersuchung
Seeunfälle von unter deutscher Flagge fahrenden Schiffen werden von der Bundesstelle für Seeunfalluntersuchung untersucht. Ziel dieser Untersuchungen ist nicht, das Verschulden des Unfalls oder Haftungsfragen zu klären, sondern künftige Seeunfälle zu verhindern. Im 38 Seiten langen Untersuchungsbericht wird festgestellt,
- dass die Takelung, die Beplankung, die Spanten und die Verbindungen dieser Bauteile für das Seegebiet unterdimensioniert gewesen waren,
- dass daraus eine mangelnde Längs- und Torsionssteifigkeit resultiert hatte,
- dass die Kalfaterungen nicht fachgerecht ausgeführt worden waren,
- dass die Schubaufnahme der Maschine und die Schwingungsaufnahme der Schiffsschraube unzureichend gewesen waren, da die ursprünglich mit einer 20-PS-Maschine gebaute Brigantine auf eine 140-PS-Maschine aufgerüstet worden war, ohne den Rumpf angemessen zu verstärken.
- dass die wetterbedingten Belastungen für Rigg und Schiffskörper zu Wassereinbrüchen in allen Bereichen des Rumpfes führten.
- dass eine mangelnde Reinigung der Bilge möglicherweise zum Ausfall einer der Lenzpumpen durch Schmutzpartikel im Saugkorb führte.

Es wird festgestellt, dass die Falado von Rhodos erst „nach einer erstaunlich langen Nutzungsdauer“ untergegangen sei und es „mit viel Glück verbunden war“, dass „alle Atlantiküberquerungen gut ausgegangen sind“. Das Schiff sei „in einem nicht seetüchtigen Zustand und am Ende der Nutzungsdauer“ gewesen. Die letzte Reise sei „trotz vieler warnender Stimmen von Fachleuten und fachkundigen Mitgliedern aus dem Eigentümer-Verein“ durchgeführt worden. Der Schiffsuntergang sei nur durch die schnelle Hilfe „ohne Verlust an Menschenleben ausgegangen“, fern von der Küste hätte ein vergleichbarer Unfall wesentlich tragischer geendet.
Grundsätzlich und losgelöst vom Einzelfall bemängelt der Bericht, dass es rechtlich zulässig ist, solche Schiffe als Sportboot zu definieren und dadurch keinerlei behördlicher Überwachung zu unterliegen. Auch die Qualifikation des Schiffsführers mit lediglich einem Sportküstenschifferschein wird als unzulänglich angesehen, auch wenn dies für den Untergang nicht ursächlich gewesen sei.
In einer Erwiderung weist der Betreiberverein darauf hin, dass das Boot aus seiner Sicht professionell instand gehalten worden sei. Zu seinen Vereinsmitgliedern würden auch Schiffbauingenieure und Bootsbauer gehören, aber auch die wichtigsten Inspektionen und Instandhaltungsarbeiten seien durch eine kompetente Werft erfolgt. Der Verein weist auch darauf hin, dass für ihn Sicherheit damals wie heute eine hohe Relevanz habe und das heutige Nachfolger-Schiff regelmäßig durch einen neutralen Gutachter inspiziert werden solle.

## Literatur und weiterführende Informationen

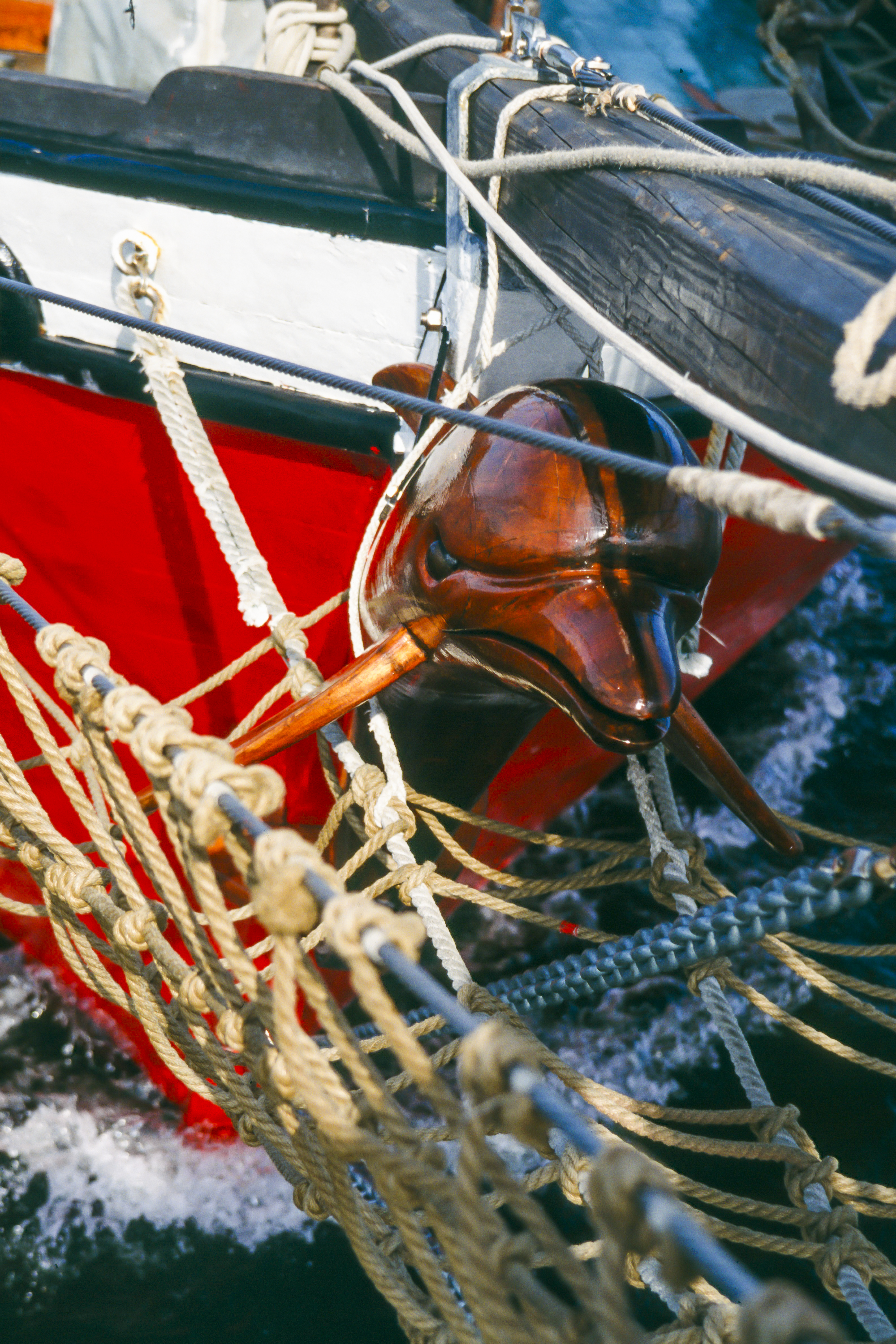
Galionsfigur der Falado